# Saison 2015-2016 de l'Union sportive de Créteil handball
Maillots
Chronologie
Saison 2014-2015
Actualités
Dernière mise à jour : 28 octobre 2015.
La saison 2015-2016 de l'Union sportive de Créteil handball est la 29e saison en première division depuis 1985.

## Pré-saison

### Budget
Au départ de la saison, le budget annoncé est de 3 320 000 euros contre 3 330 000 euros la saison précédente. En D1, le budget moyen est annoncé à 4 650 000 euros. Créteil affiche le dixième budget sur quatorze.

### Transferts
Le retour de l'international Algérien Mohamed Mokrani en Val-de-Marne (le joueur fut formé à l'US Ivry) est lié à un projet de reconversion du joueur (34 ans). Il suivra une formation de préparateur physique à l'INSEP.
Le jeune (25 ans) international espagnol Victor Alonso s'engage à Créteil pour une saison plus une en option à l'issue d'une courte période d'essai. L'ancien joueur d'Atlético de Madrid, international depuis une grosse année, a connu une absence des terrains de jeu de cinq mois sur blessure la saison dernière alors qu'il portait les couleurs du club roumain de Bacău.
| Nom                              | Nom                       | Poste             | Provenance/Destination | Provenance/Destination            | Durée |
|                                  |                           |                   | Arrivées               |                                   |       |
|                                  | Mohamed Mokrani           | Pivot             |                        | Dunkerque Handball Grand Littoral | 2 ans |
|                                  | Victor Alonso             | Ailier droit      |                        | Știința Municipal Dedeman Bacău   | 1 an  |
|                                  |                           |                   | Départs                |                                   |       |
|                                  | Adrien Ballet             | Ailier droit      |                        | Grand Nancy ASPTT Handball        |       |
|                                  | Antoine Conta             | Ailier droit      |                        | Massy Essonne Handball            |       |
|                                  | Borko Ristovski (11/2015) | Gardien de but    |                        | Rhein-Neckar Löwen                |       |
|                                  |                           |                   | Prolongations          |                                   |       |
|                                  | Hugo Descat               | Ailier gauche     |                        |                                   | 2 ans |
| Drapeau de la Lituanie           | Vaidotas Grosas           | Demi-centre       |                        |                                   | 2 ans |
| Drapeau de la Bosnie-Herzégovine | Dejan Malinović           | Arrière droit     |                        |                                   | 2 ans |
|                                  | Mate Šunjić               | Gardien de but    |                        |                                   | 2 ans |
|                                  | Jérémy Toto               | Pivot/Arr. gauche |                        |                                   | 1 an  |

### Effectif
| N° | Nom                      | Poste             | Naissance         | Taille | Nationalité sportive | Sélection      |
| -- | ------------------------ | ----------------- | ----------------- | ------ | -------------------- | -------------- |
| 1  | Mate Šunjić              | Gardien de but    | 18 mars 1987      | 1,95 m | Croatie              | Croatie A      |
| 4  | Hugo Descat              | Ailier gauche     | 16 août 1992      | 1,82 m | France               | France A       |
| 8  | Dejan Malinović          | Arrière droit     | 12 avril 1992     | 1,91 m | Bosnie-Herzégovine   | Bosnie-Herz. A |
| 10 | Erwan Siakam-Kadji       | Arrière gauche    | 10 septembre 1987 | 1,86 m | France               | France junior  |
| 11 | Victor Alonso (en)       | Ailier droit      | 9 mars 1992       | 1,87 m | Espagne              | Espagne A      |
| 12 | Dragan Počuča            | Gardien de but    | 16 mars 1974      | 1,93 m | Serbie               | Serbie A       |
| 14 | Mohamed Toromanović      | Pivot             | 9 avril 1984      | 1,94 m | Bosnie-Herzégovine   | Bosnie-Herz. A |
| 15 | Guynel Pintor            | Défenseur         | 6 mai 1991        | 2,00 m | France               | France junior  |
| 16 | Borko Ristovski          | Gardien de but    | 2 novembre 1982   | 1,89 m | Macédoine            | Macédoine A    |
| 18 | Nedim Remili             | Arrière droit     | 18 juillet 1995   | 1,95 m | France               | France junior  |
| 19 | Antoine Ferrandier       | Demi-centre       | 17 mai 1993       | 1,85 m | France               | France junior  |
| 21 | Sergio De la Salud       | Demi-centre       | 1er avril 1985    | 1,88 m | Espagne              | Espagne A      |
| 23 | Quentin Minel            | Demi-centre       | 3 août 1992       | 1,88 m | France               | France junior  |
| 27 | Vaidotas Grosas (cap.)   | Demi-centre       | 20 avril 1983     | 1,92 m | Lituanie             | Lituanie A     |
| 28 | Alexandru Csepreghi (en) | Demi-centre       | 28 mars 1987      | 1,95 m | Roumanie             | Roumanie A     |
| 31 | Jérémy Toto              | Pivot/Arr. gauche | 15 août 1992      | 1,97 m | France               | France junior  |
| 33 | Mohamed Mokrani          | Pivot             | 31 janvier 1981   | 1,86 m | Algérie              | Algérie A      |

| N° | Nom              | Poste          | Naissance       | Taille | Nationalité sportive | Sélection     |
| -- | ---------------- | -------------- | --------------- | ------ | -------------------- | ------------- |
| 13 | Léo Dubois       | Demi-centre    | 15 mars 1997    | 1,81 m | France               |               |
| 22 | Boyba Sissoko    | Demi-centre    | 1er mars 1994   | 1,74 m | France               | France junior |
| 24 | Florent Watteeuw | Arr. gauche    | 22 mars 1996    | 1,92 m | France               | France jeunes |
| 25 | Dylan Soyez      | Gardien de but | 15 mars 1996    | 1,89 m | France               |               |
| 26 | Lucas Watteeuw   | Demi-centre    | 22 mars 1996    | 1,94 m | France               | France jeunes |
| 29 | Youenn Cardinal  | Ailier droit   | 16 février 1994 | 1,89 m | France               | France jeunes |
| 30 | Thibault Minel   | Arr. gauche    | 3 janvier 1995  | 1,90 m | France               | France junior |
| 34 | Etienne Mocquais | Ailier gauche  | 29 février 1996 | 1,84 m | France               | France jeunes |
| 35 | Lucas Ferrandier | Demi-centre    | 12 avril 1996   | 1,89 m | France               | France jeunes |
| 36 | Logan Khristenko | Gardien de but | 29 juin 1996    | 1,87 m | France               | France cadets |

### Préparation
La reprise de la saison a lieu le 27 juillet en prélude à un stage de préparation à Vichy du 3 au 7 août.
- 11 août : US Créteil 27-26 Nantes
- 13 août : Massy 28-31 US Créteil
- 18 août : Ivry 25-27 US Créteil
- 20 août : US Créteil 29-29 Ivry
- 22 août : Tournoi Centre Val de Loire à Saint-Cyr-sur-Loire : demi-finale, Chartres 26-29 US Créteil
- 23 août : Tournoi Centre Val de Loire à Saint-Cyr-sur-Loire : finale, US Créteil 32-33 Tremblay
- 28 août : Tournoi des Ducs de Bourbon à Montluçon : demi-finale, Saran 28-32 US Créteil
- 29 août : Tournoi des Ducs de Bourbon à Montluçon : finale, US Créteil 35-32 USAM Nîmes

## Compétitions

### Coupe de la Ligue
Éliminé la saison précédente par Cesson Rennes MHB en quarts de finale, Créteil passe cette fois l'obstacle breton grâce notamment à une grande partie de son portier Ristovski (18 arrêts).
| Tour     | Date       | Diffusion TV | Club recevant     | Score   | Club visiteur       | Rapport          |
| 1er tour | 03.09.2015 |              | Cesson Rennes MHB | 24 - 29 | US Créteil          | Feuille de match |
| 1/4 fin. | 01.11.2015 |              | US Créteil        | 38 - 41 | Paris Saint-Germain | Feuille de match |

### Coupe de France
| Tour      | Date          | Diffusion TV | Club recevant | Score | Club visiteur | Rapport          |
| 1/16 fin. | 19/20.12.2015 |              | Mulhouse (D2) | -     | US Créteil    | Feuille de match |

### Championnat

#### Détails des matchs
| Journée       | Date     | Diffusion TV | Club recevant               | Score   | Club visiteur               | Classement (sur 14) | Rapport et résumé vidéo |
| MATCHS ALLER  |          |              |                             |         |                             |                     |                         |
| J1            | 09.09.15 |              | US Créteil                  | 27 - 27 | Chambéry SH                 | 9e                  | Feuille de match        |
| J2            | 16.09.15 |              | HBC Nantes                  | 40 - 29 | US Créteil                  | 12e                 | Feuille de match        |
| J3            | 23.09.15 |              | US Créteil                  | 31 - 29 | Pays d'Aix UCH              | 8e                  | Feuille de match        |
| J4            | 30.09.15 |              | Dunkerque HGL               | 23 - 25 | US Créteil                  | 6e                  | Feuille de match        |
| J5            | 07.10.15 |              | USAM Nîmes                  | 30 - 30 | US Créteil                  | 6e                  | Feuille de match        |
| J6            | 14.10.15 |              | US Créteil                  | 30 - 24 | Tremblay-en-France Handball | 5e                  | Feuille de match        |
| J7            | 21.01.15 |              | US Créteil                  | 26 - 30 | Saint-Raphaël VHB           | 6e                  | Feuille de match        |
| J8            | 28.10.15 |              | Fenix Toulouse              | 30 - 31 | US Créteil                  | 5e                  | Feuille de match        |
| J9            | 11.11.15 |              | US Créteil                  | 30 - 36 | US Ivry HB                  | 5e                  | Feuille de match        |
| J10           | 18.11.15 |              | US Créteil                  | 29 - 26 | Cesson-Rennes               | 4e                  | Feuille de match        |
| J11           | 25.11.15 |              | Paris Saint-Germain         | 34 - 27 | US Créteil                  | 7e                  | Feuille de match        |
| J12           | 02.12.15 |              | US Créteil                  | 27 - 24 | Montpellier Handball        | 4e                  | Feuille de match        |
| J13           | 09.12.15 |              | Chartres MHB28              | ?? - ?? | US Créteil                  |                     | Feuille de match        |
| MATCHS RETOUR |          |              |                             |         |                             |                     |                         |
| J14           | 12.12.15 |              | Pays d'Aix UCH              | ?? - ?? | US Créteil                  |                     | Feuille de match        |
| J15           | 10.02.16 |              | US Créteil                  | ?? - ?? | Fenix Toulouse              |                     | Feuille de match        |
| J16           | 17.02.16 |              | Chambéry SH                 | ?? - ?? | US Créteil                  |                     | Feuille de match        |
| J17           | 02.03.16 |              | US Créteil                  | ?? - ?? | HBC Nantes                  |                     | Feuille de match        |
| J18           | 16.03.16 |              | Cesson-Rennes               | ?? - ?? | US Créteil                  |                     | Feuille de match        |
| J19           | 23.03.16 |              | US Créteil                  | ?? - ?? | Dunkerque HGL               |                     | Feuille de match        |
| J20           | 30.03.16 |              | Montpellier Handball        | ?? - ?? | US Créteil                  |                     | Feuille de match        |
| J21           | 16.04.16 |              | US Créteil                  | ?? - ?? | USAM Nîmes                  |                     | Feuille de match        |
| J22           | 20.04.16 |              | Saint-Raphaël VHB           | ?? - ?? | US Créteil                  |                     | Feuille de match        |
| J23           | 04.05.16 |              | US Créteil                  | ?? - ?? | Chartres MHB28              |                     | Feuille de match        |
| J24           | 11.05.16 |              | Tremblay-en-France Handball | ?? - ?? | US Créteil                  | 6e                  | Feuille de match        |
| J25           | 25.05.16 |              | US Créteil                  | ?? - ?? | Paris Saint-Germain         | 6e                  | Feuille de match        |
| J26           | 02.06.16 |              | US Ivry HB                  | ?? - ?? | US Créteil                  |                     | Feuille de match        |

| Légende : | Victoire |  |  | Nul |  |  | Défaite |  |  | Score du club |  | : BeIn Sports |  |

#### Buts marqués par journée
Ce graphique représente le nombre de buts marqués lors de chaque journée du championnat.

#### Effectif utilisé en championnat
Meilleur buteur du club après les cinq premières journées de championnat, Hugo Descat se blesse lors de la cinquième journée. Victime d'une désinsertion de l’adducteur gauche, il devrait être absent des terrains pendant deux à trois mois.
Quentin Minel se blesse à l'occasion d'un match de Coupe de France contre le PSG en mars 2015 ; rupture des ligaments croisés, et absence de sept mois. Il effectue son retour en compétition à la fin du mois d'octobre 2015 pour une victoire en championnat à Toulouse. L'arrière gauche de l'USC annonce le 4 décembre 2015 qu'il quittera son club formateur à la fin de la saison pour rejoindre Chambéry.
| N° | Nom                      | J1 | J2 | J3 | J4 | J5 | J6 | J7 | J8 | J9               | J10              | J11              | J12              | J13              | J14              | J15              | J16              | J17              | J18              | J19              | J20              | J21              | J22              | J23              | J24              | J25              | J26              | Bilan |
| -- | ------------------------ | -- | -- | -- | -- | -- | -- | -- | -- | ---------------- | ---------------- | ---------------- | ---------------- | ---------------- | ---------------- | ---------------- | ---------------- | ---------------- | ---------------- | ---------------- | ---------------- | ---------------- | ---------------- | ---------------- | ---------------- | ---------------- | ---------------- | ----- |
| 1  | Mate Šunjić              | x  | x  | x  | x  | x  | x  | x  | x  |                  |                  |                  |                  |                  |                  |                  |                  |                  |                  |                  |                  |                  |                  |                  |                  |                  |                  |       |
| 04 | Hugo Descat              | x  | x  | x  | x  | x  |    |    |    |                  |                  |                  |                  |                  |                  |                  |                  |                  |                  |                  |                  |                  |                  |                  |                  |                  |                  |       |
| 08 | Dejan Malinović          | x  | x  | x  | x  | x  | x  | x  | x  | x                | x                | x                | x                |                  |                  |                  |                  |                  |                  |                  |                  |                  |                  |                  |                  |                  |                  |       |
| 10 | Erwan Siakam-Kadji       |    |    |    |    |    |    |    |    |                  |                  |                  |                  |                  |                  |                  |                  |                  |                  |                  |                  |                  |                  |                  |                  |                  |                  |       |
| 11 | Victor Alonso            |    |    |    | x  | x  | x  | x  | x  | x                | x                |                  |                  |                  |                  |                  |                  |                  |                  |                  |                  |                  |                  |                  |                  |                  |                  |       |
| 12 | Dragan Počuča            |    | x  |    |    | x  |    |    |    |                  |                  |                  |                  |                  |                  |                  |                  |                  |                  |                  |                  |                  |                  |                  |                  |                  |                  |       |
| 13 | Léo Dubois               |    |    |    |    |    |    |    |    |                  |                  |                  |                  |                  |                  |                  |                  |                  |                  |                  |                  |                  |                  |                  |                  |                  |                  |       |
| 14 | Mohamed Toromanović      | x  | x  | x  | x  | x  | x  | x  | x  | x                |                  | x                | x                |                  |                  |                  |                  |                  |                  |                  |                  |                  |                  |                  |                  |                  |                  |       |
| 15 | Guynel Pintor            |    |    | x  | x  |    |    | x  |    | x                | x                | x                | x                |                  |                  |                  |                  |                  |                  |                  |                  |                  |                  |                  |                  |                  |                  |       |
| 16 | Borko Ristovski          | x  | x  | x  | x  | x  | x  | x  | x  | a quitté le club | a quitté le club | a quitté le club | a quitté le club | a quitté le club | a quitté le club | a quitté le club | a quitté le club | a quitté le club | a quitté le club | a quitté le club | a quitté le club | a quitté le club | a quitté le club | a quitté le club | a quitté le club | a quitté le club | a quitté le club |       |
| 18 | Nedim Remili             | x  | x  | x  | x  | x  | x  | x  | x  | x                | x                | x                | x                |                  |                  |                  |                  |                  |                  |                  |                  |                  |                  |                  |                  |                  |                  |       |
| 19 | Antoine Ferrandier       | x  | x  | x  | x  | x  | x  | x  | x  | x                | x                | x                | x                |                  |                  |                  |                  |                  |                  |                  |                  |                  |                  |                  |                  |                  |                  |       |
| 21 | Sergio De la Salud       | x  | x  | x  | x  | x  | x  | x  | x  | x                | x                |                  | x                |                  |                  |                  |                  |                  |                  |                  |                  |                  |                  |                  |                  |                  |                  |       |
| 22 | Boyba Sissoko            | x  | x  | x  | x  | x  | x  | x  | x  | x                |                  |                  | x                |                  |                  |                  |                  |                  |                  |                  |                  |                  |                  |                  |                  |                  |                  |       |
| 23 | Quentin Minel            |    |    |    |    |    |    |    | x  | x                | x                | x                | x                |                  |                  |                  |                  |                  |                  |                  |                  |                  |                  |                  |                  |                  |                  |       |
| 24 | Florent Watteeuw         |    |    |    |    |    |    |    |    |                  |                  |                  |                  |                  |                  |                  |                  |                  |                  |                  |                  |                  |                  |                  |                  |                  |                  |       |
| 25 | Dylan Soyez              |    |    |    |    |    |    |    |    |                  |                  |                  |                  |                  |                  |                  |                  |                  |                  |                  |                  |                  |                  |                  |                  |                  |                  |       |
| 26 | Lucas Watteeuw           |    |    |    |    |    |    |    |    |                  |                  |                  |                  |                  |                  |                  |                  |                  |                  |                  |                  |                  |                  |                  |                  |                  |                  |       |
| 27 | Vaidotas Grosas (cap.)   | x  | x  | x  |    | x  | x  | x  | x  |                  | x                | x                |                  |                  |                  |                  |                  |                  |                  |                  |                  |                  |                  |                  |                  |                  |                  |       |
| 28 | Alexandru Csepreghi (en) | x  | x  |    | x  | x  | x  | x  | x  | x                | x                | x                | x                |                  |                  |                  |                  |                  |                  |                  |                  |                  |                  |                  |                  |                  |                  |       |
| 29 | Youenn Cardinal          | x  | x  | x  |    |    |    |    |    |                  |                  | x                | x                |                  |                  |                  |                  |                  |                  |                  |                  |                  |                  |                  |                  |                  |                  |       |
| 30 | Thibault Minel           |    |    |    |    |    |    |    |    |                  |                  |                  |                  |                  |                  |                  |                  |                  |                  |                  |                  |                  |                  |                  |                  |                  |                  |       |
| 31 | Jérémy Toto              | x  | x  | x  | x  | x  | x  | x  | x  | x                | x                | x                | x                |                  |                  |                  |                  |                  |                  |                  |                  |                  |                  |                  |                  |                  |                  |       |
| 33 | Mohamed Mokrani          | x  | x  | x  | x  | x  | x  | x  | x  | x                | x                | x                | x                |                  |                  |                  |                  |                  |                  |                  |                  |                  |                  |                  |                  |                  |                  |       |
| 34 | Etienne Mocquais         |    |    |    |    |    |    |    |    |                  | x                | x                |                  |                  |                  |                  |                  |                  |                  |                  |                  |                  |                  |                  |                  |                  |                  |       |
| 35 | Lucas Ferrandier         |    |    |    |    |    |    |    |    |                  |                  |                  |                  |                  |                  |                  |                  |                  |                  |                  |                  |                  |                  |                  |                  |                  |                  |       |